# Fuglsø
Fuglsø er en landsby med tilhørende sommerhusområde beliggende nord for Hælgenæs og i hjertet af Mols. Postnummeret hører til 8420 Knebel, i Vistoft Sogn, Syddjurs Kommune. Navnet blev kendt i 1300-tallet som Fughlæsio (søen med fugle). Fuglsø ligger ved foden af de fredede Mols Bjerge, der i 2009 blev nationalpark

## Bygninger
Fuglsø består hovedsageligt af sommerhuse, nogle private ejendomme. Der ligger dog den gamle charmerende Fuglsø Kro og en gård ved navn Sølballegaard. Fuglsø Kro er blevet genrenoveret og sat i stand, og bliver nu brugt til B&B. Andre gårde ligger i området og op af hovedvejene Fuglsøvej og Søndre Molsvej.

### Fuglsøcenteret
Fuglsøcenteret blev grundlagt i 1899 som militærlejr, og blev i 1934 overtaget af DGI, som gjorde til en sportshal med:
- 2 fodboldbaner
- 2 idrætshaller
- 8 håndboldbaner
- 1 Atletikstadion
- 3 beachvolleyballbaner
- Basket- og volleyballbaner
- 18 petanquebaner
- 2 tennisbaner

I oktober 2011 blev det solgt til Hermod Ejendomme A/S fra Århus, da Fuglsøcenteret fik økonomiske problemer. Det er i dag et hotel og sommerhusudlejning for konferencer og familieferier. Men de nye ejere har stadig beholdt idrætsfaciliteterne. Fuglsøcenteret ligger på Dragsmurvej 6 i Fuglsø. 

## Butikker og shopping
Der findes ingen butikker i Fuglsø. Den eneste restaurant ligger i Fuglsøcenteret, men mange små, private boder rundt omkring sælger honning, frugt og grøntsager

## Attraktioner i området
Den primære attraktion i Fuglsøområdet er Nationalpark Mols Bjerge med Trehøje og Tinghulen. Andre attraktioner på Djursland og Mols er Ebeltoft, Ree Park, Djurs Sommerland og Kattegatcentret. Til badning ligger Fuglsø Strand med tømmerflåde og mole.
Memory Lane Rockmuseum blev grundlagt i 2014 og har fokus på musik og ungdomsliv fra 1950'erne og frem til i dag.